# Przytulik strumieniowy
Przytulik strumieniowy (Ancylus fluviatilis) – gatunek ślimaka z rodziny zatoczkowatych (Planorbidae), do niedawna zaliczany do rodziny przytulikowatych (Ancylidae). 

## Systematyka
Gatunek opisany w 1774 przez O.F. Müllera na podstawie okazu z rzeki Ilm w Saksonii, znalezionego przez Schröttera. Przez długi czas klasyfikowany w odrębnej rodzinie przytulikowatych (Ancylidae) jako gatunek typowy rodzaju Ancylus, który w nowszym ujęciu przypisany jest do rodziny zatoczkowatych (Planorbidae), w osobnej podrodzinie (Ancylinae). Epitet gatunkowy (łac. fluviatilis – rzeczny) odnosi się do siedliska, w którym przedstawiciele tego gatunku głównie występują: cieków o bystrym prądzie. W Polsce znany pod nazwą: przytulik strumieniowy.

## Występowanie
Gatunek występujący w zachodniej części Palearktyki. Jest szeroko rozprzestrzeniony w Europie, Afryce Północnej i zachodniej Azji. Nie występuje w centralnej i północnej Skandynawii. W Polsce występuje na obszarze całego kraju, także w górach (m.in. jest jednym z dwóch gatunków ślimaków zaobserwowanych w Morskim Oku). Zasiedla wody płynące, jest w nich jednym z najpospolitszych gatunków ślimaków.

## Cechy morfologiczne

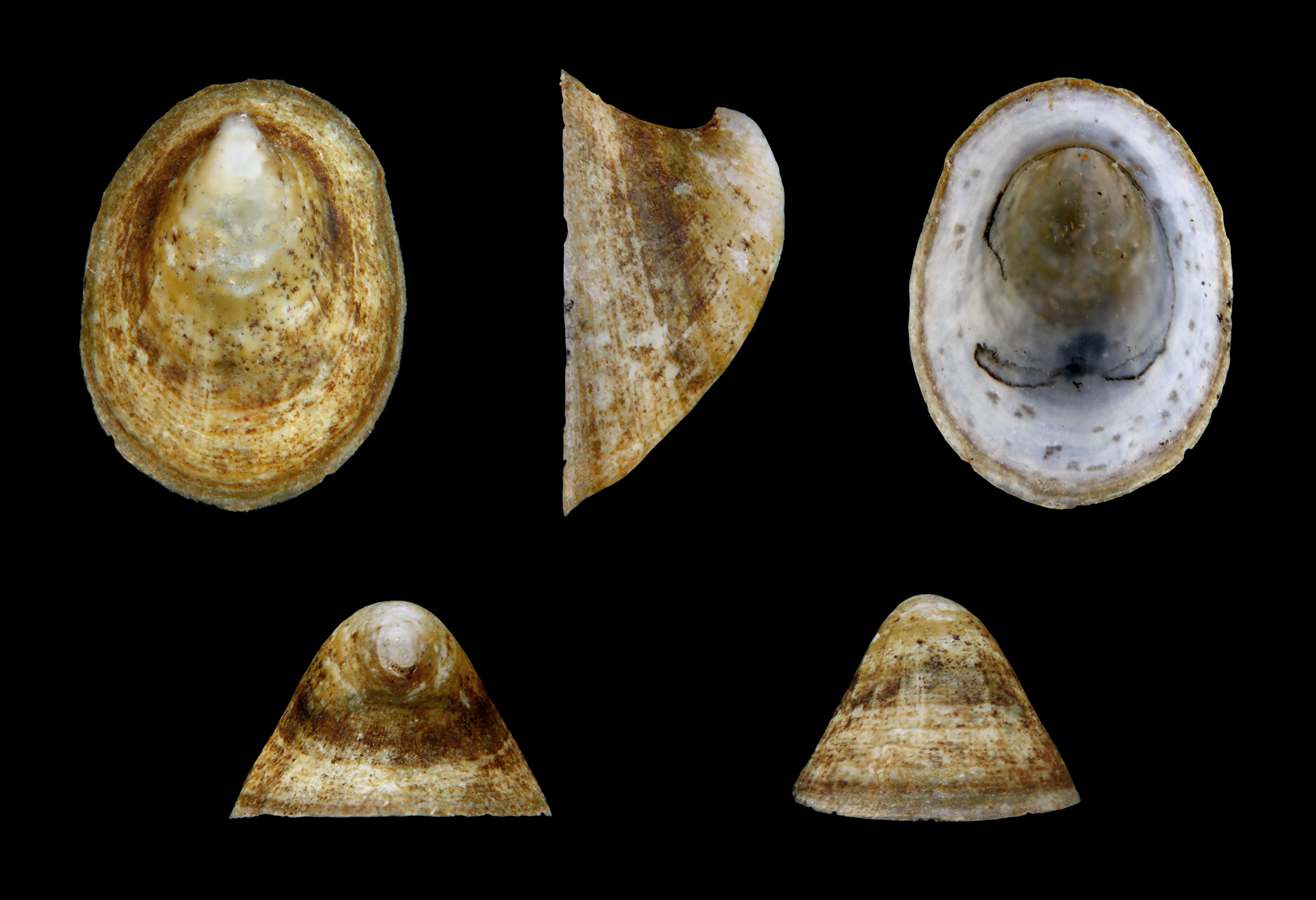
Muszla Ancylus fluviatilis – widoki z różnych perspektyw

Niewielki ślimak o nieskręconej, czapeczkowatej muszli, jej szczyt jest wygięty ku tyłowi i lekko odchylony w prawo. Ze szczytu po powierzchni muszli rozchodzą się promieniście podłużne prążki, występuje także prążkowanie okrężne. Muszla jest stosunkowo cienka, przezroczysta, łamliwa, jej barwa może być różna u różnych osobników: od jasnożółtej do czerwonobrunatnej lub brunatnej, często jej powierzchnia bywa pokryta nalotem. Periostrakum sięga poza wapienną warstwę muszli. Wierzchołek (muszelka larwalna) lekko przypłaszczona, z 40–50 podłużnymi prążkami. Część przednia muszli wypukła, część tylna – wklęsła. Otwór muszli szerokoeliptyczny (szerokość otworu stanowi ok. ¾ jego długości).
Długość muszli: 3,5–10,6 mm; szerokość: 3,4–8 mm; wysokość: 1,5–5 mm. Gatunek wykazuje dużą zmienność fenotypową, przejawiającą się w różnicach kształtu (stopnia wydłużenia) otworu muszli, położenia szczytu, proporcji długości muszli do jej szerokości i wysokości.
Ciało ślimaka ma budowę krępą, stopa jest szeroka, zaokrąglona, głowa krótka i szeroka. Czułki są trójkątne, banieczkowato rozszerzone u nasady. Oczy znajdują się przy podstawie czułków, od ich zewnętrznej strony. Ciało jest koloru szaro-różowego, z czarnymi kropkami w pobliżu głowy. Otwór torebki kopulacyjnej otwiera się po prawej stronie ciała.

## Biologia i ekologia

### Zajmowane siedliska

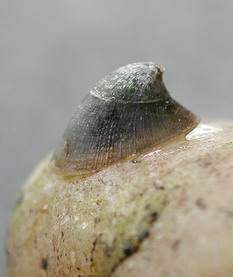
Przytulik strumieniowy na kamieniu

Gatunek reofilny, zasiedla głównie cieki – optymalnym siedliskiem są potoki o bystrym prądzie wody, z kamienistym dnem, może tam osiągać zagęszczenia do 2 tys. osobników na m². W rzekach występuje zazwyczaj w odcinkach lotycznych, lub w tych odnogach bocznych, w których następuje stała wymiana wody. Występować może także w litoralu jezior, zwłaszcza w miejscach o kamienistym dnie, narażonych na silne działanie fal (w strefie przyboju). Opływowy kształt muszli minimalizuje opór, wywierany przez płynącą wodę na osobnika, a stopa działa jak przyssawka, zapobiegając uniesieniu zwierzęcia przez wodę.
Osobniki przebywają na kamieniach, przyczepione do ich górnych, omywanych przez prąd i porośniętych przez peryfiton, powierzchni. Czasami spotykane są także na roślinach zasiedlających koryta cieków, np. na grążelu żółtym (Nuphar luteum), rdestnicach (Potamogeton), potoczniku wąskolistnym (Berula erecta). 
Wykazuje umiarkowaną odporność na wysychanie – gdy wskutek zmiany poziomu wody w cieku kamienie, na których przebywa, ulegną odsłonięciu, osobniki tego gatunku przywierają do podłoża, a elastyczna warstwa periostrakum na brzegu otworu muszli przywiera szczelnie do powierzchni podłoża, zabezpieczając organizm przed wyschnięciem. Przedstawiciele gatunku występują w wodach zarówno o małej i dużej twardości, o pH w zakresie 6,0–8,45. Choć preferują środowiska z czystą i zasobną w tlen wodą, są w stanie znieść umiarkowane zanieczyszczenie – gatunek ten bywa w związku z tym zaliczany do organizmów β-mezosaprobowych, jednak unika wód z dużą ilością zawiesiny, sedymentującej na zasiedlane przez niego powierzchnie.

### Odżywianie
Zdrapywacze, żywią się glonami i mikroorganizmami peryfitonowymi porastającymi kamienie i inne zanurzone przedmioty. Oprócz okrzemek i zielenic peryfitonowych w treści żołądka znajdowano też zielenice (Ulothrix sp.) i krasnorosty (Hildebrandtia rivularis).
Ślimaki te aktywne są głównie we wczesnych godzinach nocnych, podczas żerowania poruszają się z prędkością 6–12 cm/h.

### Rozmnażanie
Obojnaki, do rozrodu przystępują osobniki o wymiarach muszli od około 4–10,5 mm. Sezon rozrodczy rozpoczyna się wczesną wiosną (w kwietniu), trwa do sierpnia. W kopulacji może uczestniczyć jednocześnie kilka osobników, ustawiających się w łańcuchy kopulacyjne. Jaja składane są w owalnych, przezroczystych kokonach jajowych, przypominających z kształtu szkiełko zegarkowe, z zewnątrz otoczone są skórzastą osłonką, produkowana przez nogę. Kokony jajowe przyczepiane są do kamieni, zawierają zwykle do 12 jaj o wymiarach (średnio) 1,42×1,2 mm. Jeden osobnik może złożyć w ciągu życia ok. 50 jaj. Czas rozwoju jaja wynosi 14–28 dni. Rozwój prosty, średnia wielkość muszli osobników młodocianych to 1,05 mm. Długość życia osobnika to około 1 roku, wyjątkowo do 17 miesięcy, w ciągu roku pojawia się zwykle jedno, wyjątkowo dwa pokolenia osobników. 

## Interakcje międzygatunkowe
Ślimaki tego gatunku są zjadane przez ryby (łososia, troć, strzeblę potokową, ciernika), ptaki (pluszcza, kurkę wodną), polują na nie pijawki: Glossiphonia complanata i Helobdella stagnalis. W jamie płaszcza występować może komensaliczny skąposzczet Chaetogaster limaei oraz larwy ochotek (Eukiefferiella spp.). Powierzchnię muszli mogą porastać epibionty, m.in. wirczyki (Vorticella sp.).

## Zagrożenia i ochrona
Gatunek szeroko rozprzestrzeniony i pospolity, w IUCN ma status gatunku najmniejszej troski, choć lokalnie zagrożenie stanowić mogą dla jego populacji przeeksploatowanie zasobów wodnych, zanieczyszczenie wody, degradacja siedlisk w związku ze wzmożonym spływem zawiesin z wylesianych zlewni.